# Gustav Ichheiser
Gustav Ichheiser (* 25. Dezember 1897 in Krakau, Österreich-Ungarn; † 8. oder 9. November 1969 in Chicago) war ein US-amerikanischer Sozialpsychologe und Soziologe österreichischer Herkunft. 

## Leben

### In Wien
Ichheisers Familie siedelte 1914 von Krakau nach Wien über, dort besuchte er das letzte Jahr des Gymnasiums und nahm von 1915 bis 1918 als Soldat der österreich-ungarischen Armee am Ersten Weltkrieg teil, wobei er traumatische Kriegserlebnisse erlitt. Nach Kriegsende studierte er an der Universität Wien erst Rechtswissenschaft, dann Psychologie sowie Philosophie und wurde 1924 von Karl Bühler promoviert. Anschließend verbrachte er ein Jahr mit Machiavelli-Studien in Italien und arbeitete danach als Journalist in Wien. Ab 1926 arbeitete Ichheiser beim Berufsberatungsamt der Stadt Wien und der Niederösterreichischen Arbeiterkammer. 1928 wurde er Leiter der Psychologischen Abteilung, für kurze Zeit (1929/30) war Marie Jahoda dort seine Assistentin. Gleichzeitig lehrte Ichheiser Soziologie und Angewandte Psychologie an der Wiener Volkshochschule. Von 1934 bis 1938 lehrte und forschte er auch zeitweilig in Warschau am Institut für soziale Probleme.

### In der Emigration
Nach dem „Anschluss Österreichs“ an das Deutsche Reich im März 1938 floh Ichheiser, der jüdischen Glaubens war, erst in die Schweiz und dann nach London. Seine Mutter, sein Bruder, seine Schwägerin und seine Nichte wurden im KZ ermordet. In London arbeitete er bei Karl Mannheim an der Universität London. 1940 emigrierte er in die USA, wo er 1950 eingebürgert wurde. Dort arbeitete er anfangs in Chicago im Verlagsgeschäft, dann am Departement für Soziologie der University of Chicago.
Von 1944 bis 1948 war Ichheiser Professor für Psychologie und Soziologie am College in Talladega (Alabama). 1948 kehrt er nach Chicago zurück, konnte aber keine Anstellung an der Universität bekommen. Erst auf Vermittlung von Louis Wirth bekam er projektgebundene Verträge und forschte in dieser Zeit zum Verhältnis von Weißen und Schwarzen und über „Jüdische Identifikation“.

### Psychiatrisierung und Freitod
1951 musste er von Mitteln der Sozialfürsorge leben und wurde nach einem psychischen und physischen Zusammenbruch auf Betreiben der Fürsorger mit der Diagnose „paranoide Schizophrenie“ in das State Hospital in Peoria (Illinois) eingeliefert, wo er elf Jahre verbrachte. Seine wissenschaftliche Tätigkeit setzte Ichheiser in der Anstalt fort. Er wurde 1963 als einer der ersten Patienten in häusliche Pflege entlassen.
1965 erhielt er ein Stipendium der Rockefeller Foundation, und 1966 wurde er wieder Mitarbeiter der University of Chicago. Nachdem er ein weiteres Stipendium erhalten hatte, nicht aber die ersehnte Festanstellung an einer Hochschule, nahm sich Ichheiser während der Vorbereitung für die Sammelausgabe seiner englischsprachigen Werke das Leben.
Über seine psychiatrische Internierung verfasste er 1966 das unveröffentlicht gebliebenes Manuskript Was I insane – or was I „railroaded“ to a state hospital? My own retrospective introspection.

## Wissenschaftliches Werk
Im deutschen Sprachraum bekannt wurde Gustav Ichheiser durch seine 65-seitige Broschüre Kritik des Erfolges. Eine soziologische Untersuchung. Sie erschien 1930 als Band 11 in der von Richard Thurnwald herausgegebenen Reihe „Forschungen zur Völkerpsychologie und Soziologie“ und begründet eine „Soziologie des Erfolges“ als Kritik des Erfolges bzw. erfolgreicher Menschen. Diesen Aspekt nahm Hannah Arendt im ersten Teil („Antisemitismus“) ihrer Elemente und Ursprünge totaler Herrschaft im Rückbezug auf die schon vor dem Ersten Weltkrieg entstandene „theatralische Kulissenkultur“ der Metropole Wien in ihrer Kritik der international-kulturbetrieblichen „Prominenz“ im Europa der Zwischenkriegszeit wieder auf.
In den USA wurde Ichheiser zu einem der Wegbereiter der modernen Attributionsforschung,
wobei er sich besonders für die soziale Bedingtheit und die sozialen Auswirkungen
von fehlerhaften Zuschreibungsprozessen interessierte. Beachtung
fanden auch seine Beiträge zu einer politischen Psychologie, in denen es um ethnische, insbesondere aber antisemitische Vorurteile ging.

## Schriften (Auswahl)

### Bücher
- Begriff der Einheit in der Mannigfaltigkeit in der Ästhetik. Eine prinzipielle Kritik, abgelehnte Philosophische Dissertation, Universität Wien 1923
- Gegenstand der Aesthetik. Philosophische Dissertation, Universität Wien 1924 (Maschinenschrift)
- Kritik des Erfolges. Eine soziologische Untersuchung, C. L. Hirschfeld, Leipzig 1930. (1970 als Raubdruck bei „Rotdruck“ erschienen)
- Wypadki przy pracy ze stanowiska psychologii, Instytut Spraw Społecznych, Warschau 1935 (poln., dt.: „Arbeitsunfälle aus psychologischer Sicht“)
- Zagadnienia selekcji zawodowych. Analiza i krytyka, Instytut Spraw Społecznych, Warschau: 1937 (poln.; dt.: „Probleme der Berufswahl. Analyse und Kritik“)
- Diagnosis of antisemitism. Two essays, Beacon House, New York, N. Y. 1946
- Misunderstandings in human relations. A study in false social perception, University of Chicago Press, Chicago, Ill. 1949

### Aufsätze
- Die Antinomie zwischen Politik und Moral nach Machiavelli, in: Zeitschrift für Völkerpsychologie und Soziologie, 1927, S. 294–309.
- Why Psychologists Tend to Overlook Certain „Obvious“ Facts, in: Philosophy of Science 10 (3) 1943, S. 204–207.
- Ideology of Success and the Dilemma of Education. Ethics 53 (2), 1943, S. 137–141.
- Social Perception and Moral Judgment, in: Philosophy and Phenomenological Research 26 (4), 1963, S. 546–560.
- On „Tolerance“ and „Fanaticism“: A Dilemma, in: Philosophy and Phenomenological Research 29 (3), 1969, S. 446–450.